# Мистър Фрийз
Мистър Фрийз (на английски: Mr. Freeze) е суперзлодей от Ди Си Комикс и враг на Батман. Създаден от Боб Кейн, първата му поява е в „Батман“ бр. 121 (февруари 1959 г.).